# Личный состав авиаполка «Нормандия — Неман»
Ниже приведён частичный список людей, входивших в состав авиаполка «Нормандия — Неман» в период Великой Отечественной войны.

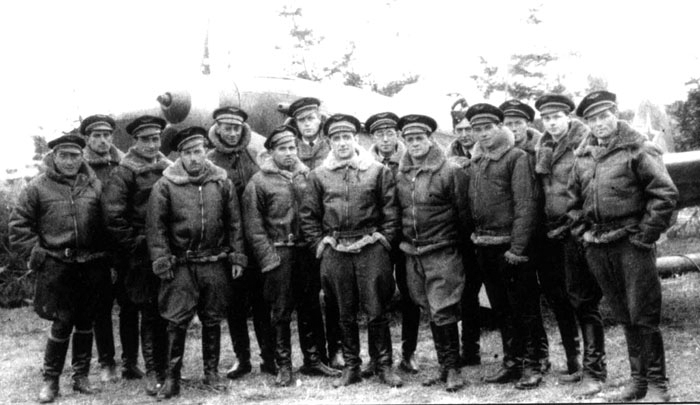
Личный состав авиаполка «Нормандия — Неман»

## Лётчики
| Имя                            | Принадлежность | Даты жизни                          | Служба в «Нормандия — Неман»       | Примечание                                                                     |
| ------------------------------ | -------------- | ----------------------------------- | ---------------------------------- | ------------------------------------------------------------------------------ |
| Альбер, Марсель                | ВВС Франции    | 25 ноября 1917 — 23 августа 2010    | 28 ноября 1942 — 12 декабря 1944   | Герой Советского Союза                                                         |
| Амарже, Морис                  | ВВС Франции    | 24 января 1911 — 19 марта 1946      | 22 декабря 1943 — 20 декабря 1944  | погиб при выполнении фигур пилотажа                                            |
| Андрэ, Жак                     | ВВС Франции    | 25 февраля 1919 — 2 апреля 1988     | 22 декабря 1943 — 8 мая 1945       | Герой Советского Союза                                                         |
| Анри, Жорж                     | ВВС Франции    | 1 июня 1920 — 12 апреля 1945        | 17 октября 1944 — 12 апреля 1945   | погиб от ран                                                                   |
| Астье, Луи                     | ВВС Франции    | 1909 — 30 октября 1949              | 3 августа 1943 — 19 октября 1943   |                                                                                |
| Баньер, Жак                    | ВВС Франции    | 19 ноября 1916 — 28 декабря 1981    | 6 февраля 1944 — 30 октября 1944   |                                                                                |
| Барбье, Лео                    | ВВС Франции    | 18 августа 1908 — 15 октября 1943   | 6 сентября 1943 — 15 октября 1943  | погиб в бою                                                                    |
| Бегэн, Дидье                   | ВВС Франции    | 14 декабря 1918 — 26 ноября 1944    | 28 ноября 1942 — 16 февраля 1944   | ранен 17 июля 1943                                                             |
| Беисад, Жан                    | ВВС Франции    | 2 июля 1913 — 14 февраля 1983       | 8 мая 1944 — 30 июля 1944          | попал в плен                                                                   |
| Бернавон, Адриен               | ВВС Франции    | 11 декабря 1912 — 16 июля 1943      | 10 мая 1943 — 19 июля 1943         | погиб в бою                                                                    |
| Бертран, Жан                   | ВВС Франции    | 4 октября 1907 — 26 августа 1944    | 22 декабря 1943 — 29 августа 1944  | пропал без вести                                                               |
| Бизьен, Ив                     | ВВС Франции    | 30 ноября 1920 — 13 апреля 1943     | 28 ноября 1942 — 13 апреля 1943    | пропал без вести                                                               |
| Блетон, Пьер                   | ВВС Франции    | 13 октября 1919 — 5 апреля 1996     | 17 октября 1944 — 20 февраля 1945  | попал в плен, бежал                                                            |
| Бон, Морис                     | ВВС Франции    | 10 февраля 1920 — 13 октября 1943   | 15 мая 1943 — 13 октября 1943      | погиб в бою                                                                    |
| Буб, Анри                      | ВВС Франции    | 19 мая 1906 — 9 апреля 1960         | 9 июня 1943 — 28 июля 1943         |                                                                                |
| Брие, Эммануэль                | ВВС Франции    | 30 сентября 1913 — 22 июня 2004     | 26 января 1944 — 12 декабря 1944   |                                                                                |
| Бурдье, Морис                  | ВВС Франции    | 27 ноября 1918 — 18 марта 1944      | 6 февраля 1944 — 18 марта 1944     | погиб во время тренировочного полёта                                           |
| Вердье, Марк                   | ВВС Франции    | 24 августа 1916 — 22 сентября 1944  | 7 января 1944 — 22 сентября 1944   | пропал без вести                                                               |
| Вермей, Фирмэн                 | ВВС Франции    | 24 сентября 1914 — 17 июля 1943     | 9 июня 1943 — 17 июля 1943         | пропал без вести                                                               |
| Версини, Роже                  | ВВС Франции    | 28 ноября 1919 — 11 декабря 1966    | 8 мая 1944 — 8 мая 1945            |                                                                                |
| Гидо, Морис                    | ВВС Франции    | 1 февраля 1915 — 31 июля 1983       | 17 октября 1944 — 8 мая 1945       |                                                                                |
| Делен, Робер                   | ВВС Франции    | 19 августа 1916 — 2004              | 7 января 1944 — 8 мая 1945         |                                                                                |
| Дельфино, Луи                  | ВВС Франции    | 5 октября 1912 — 11 июня 1968       | 28 февраля 1944 — 8 мая 1945       |                                                                                |
| Дешане, Пьер                   | ВВС Франции    | 10 апреля 1914 — 26 Февраля 1966    | 7 января 1944 — 8 мая 1945         |                                                                                |
| Дени, Роже                     | ВВС Франции    | 6 декабря 1917 — 13 октября 1943    | 3 августа 1943 — 13 октября 1943   | погиб в бою                                                                    |
| Дервиль, Рэймон                | ВВС Франции    | 27 февраля 1914 — 13 апреля 1943    | 28 ноября 1942 — 13 апреля 1943    | пропал без вести                                                               |
| Дуар, Пьер                     | ВВС Франции    | 10 апреля 1914 — ноябрь 2009        | 7 января 1944 — 8 мая 1945         |                                                                                |
| Дюран, Альбер                  | ВВС Франции    | 16 сентября 1918 — 1 сентября 1943  | 28 ноября 1942 — 1 сентября 1943   | пропал без вести                                                               |
| Жаннель, Пьер                  | ВВС Франции    | 1 августа 1920 — 28 августа 1948    | 3 августа 1943 — 26 сентября 1943  | погиб в бою                                                                    |
| Женес, Пьер                    | ВВС Франции    | 28 июня 1916 — 18 января 1945       | 18 марта 1944 — 18 января 1945     | пропал без вести                                                               |
| Жоффр де Шабриньяк, Франсуа де | ВВС Франции    | 8 августа 1917 — 17 июля 1970       | 7 января 1944 — 8 мая 1945         |                                                                                |
| Жуар, Жюль                     | ВВС Франции    | 29 августа 1914 — 18 марта 1944     | 12 октября 1943 — 18 марта 1944    | погиб в авиационном происшествии                                               |
| Казанев, Жак                   | ВВС Франции    | 11 марта 1918 — 13 октября 1944     | 22 декабря 1943 — 13 октября 1944  | пропал без вести                                                               |
| Карбон, Ив                     | ВВС Франции    | 3 апреля 1911 — 25 октября 1949     | 30 декабря 1943 — 12 декабря 1944  | погиб в авиационном происшествии                                               |
| Кастелен, Ноэль                | ВВС Франции    | 30 мая 1917 — 16 июля 1943          | 28 ноября 1942 — 16 июля 1943      | пропал без вести                                                               |
| Кастен, Робер                  | ВВС Франции    | 25 августа 1918 — 26 июля 1979      | 24 февраля 1944 — 18 января 1945   | сбит 16 января 1945, ранен                                                     |
| Керне, Луи                     | ВВС Франции    | 24 апреля 1920 — 25 сентября 1944   | 18 марта 1944 — 25 сентября 1944   | пропал без вести                                                               |
| Лажо, Андре                    | ВВС Франции    | 19 сентября 1916 — 14 сентября 1943 | 30 июля 1943 — 14 сентября 1943    | пропал без вести                                                               |
| Лебра, Альбер                  | ВВС Франции    | 23 мая 1918 — 30 июля 2010          | 2 февраля 1944 — 8 мая 1945        | сбит 20 октября 1944                                                           |
| Лемар, Жорж                    | ВВС Франции    | 16 ноября 1917 — 26 января 1948     | 18 марта 1944 — 8 мая 1945         | погиб в авиационном происшествии                                               |
| Ле Мартело, Эмиль              | ВВС Франции    | 2 июня 1911 — 18 июня 1952          | 2 февраля 1944 — 25 сентября 1944  | ранен, погиб в авиационном происшествии                                        |
| Леон, Жерар                    | ВВС Франции    | 27 октября 1919 — 4 сентября 1943   | 9 июня 1943 — 4 сентября 1943      | погиб в бою                                                                    |
| Лефевр, Марсель                | ВВС Франции    | 17 марта 1918 — 5 июня 1944         | 28 ноября 1942 — 5 июня 1944       | скончался от ран Герой Советского Союза                                        |
| Литольф, Альбер                | ВВС Франции    | 31 октября 1911 — 16 июля 1943      | 28 ноября 1942 — 16 июля 1943      | погиб в бою                                                                    |
| Лоран, Александр               | ВВС Франции    | 10 декабря 1918 — 11 июня 1957      | 18 мая 1943 — 8 мая 1945           | сбит 31 августа 1943                                                           |
| Лорийон, Пьер                  | ВВС Франции    | 13 мая 1918 — 17 мая 2013           | 8 мая 1944 — 8 мая 1945            | сбит 17 октября 1944                                                           |
| Пуап, Ролан де ла              | ВВС Франции    | 28 июля 1920 — 23 октября 2012      | 28 ноября 1942 — 12 декабря 1944   | Герой Советского Союза                                                         |
| Салль, Шарль де ля             | ВВС Франции    | 21 августа 1914 — 8 августа 1969    | 8 мая 1944 — 8 мая 1945            |                                                                                |
| Мае, Ив                        | ВВС Франции    | 21 ноября 1919 — 29 марта 1962      | 28 ноября 1942 — 7 мая 1943        | был сбит, попал в плен                                                         |
| Мансо, Жан-Жак                 | ВВС Франции    | 22 марта 1918 — 2 ноября 1944       | 18 марта 1944 — 2 ноября 1944      | скончался от гангрены                                                          |
| Марки, Робер                   | ВВС Франции    | 26 июля 1919 — 17 июля 1946         | 7 января 1944 — 8 мая 1945         | погиб в авиационном происшествии                                               |
| Мартен, Рене                   | ВВС Франции    | 5 июня 1916 — 1982                  | 7 января 1944 — 8 мая 1945         |                                                                                |
| Матис, Жак                     | ВВС Франции    | 28 декабря 1914 — 31 августа 1944   | 9 июня 1943 — 6 сентября 1943      | сбит 9 августа 43, вышел к своим, несмотря на тяжёлые ожоги                    |
| Матрас, Пьер                   | ВВС Франции    | 29 августа 1914 — 22 марта 1998     | 8 мая 1944 — 23 марта 1945         | сбит 31 января 1945                                                            |
| Меню, Лионель                  | ВВС Франции    | 25 ноября 1916 — 29 января 1945     | 18 марта 1944 — 29 января 1945     | пропал без вести                                                               |
| Мертизьен, Габриэль            | ВВС Франции    | 28 мая 1914 — 30 сентября 1951      | 7 января 1944 — 8 мая 1945         | сбит 27 марта 1945, погиб в авиационном происшествии                           |
| Микель, Шарль                  | ВВС Франции    | 4 декабря 1920 — 16 января 1945     | 18 марта 1944 — 16 января 1945     | пропал без вести                                                               |
| Монж, Морис                    | ВВС Франции    | 25 июля 1918 — 26 марта 1945        | 17 октября 1944 — 26 марта 1945    | пропал без вести                                                               |
| Монье, Шарль                   | ВВС Франции    | 3 января 1920 — 13 марта 1953       | 24 февраля 1944 — 12 декабря 1944  | сбит 30 июля 1944, погиб в авиационном происшествии                            |
| Муане, Андре                   | ВВС Франции    | 19 июля 1921 — 2 мая 1993           | 2 февраля 1944 — 8 мая 1945        |                                                                                |
| Мурье, Ив                      | ВВС Франции    | 30 сентября 1912 — 1 апреля 1948    | 14 сентября 1943 — 22 октября 1944 | погиб в авиационном происшествии                                               |
| Панверн, Роже                  | ВВС Франции    | 31 марта 1918 — 5 февраля 1945      | 7 января 1944 — 5 февраля 1945     | пропал без вести                                                               |
| Перин, Марсель                 | ВВС Франции    | 18 августа 1919 — 27 апреля 1957    | 18 марта 1944 — 20 июня 1945       | погиб в авиационном происшествии                                               |
| Пикено, Жан                    | ВВС Франции    | 6 апреля 1918 — 17 января 1945      | 17 октября 1944 — 17 января 1945   | пропал без вести                                                               |
| Пинон, Роже                    | ВВС Франции    | 29 апреля 1915 — 1 августа 1944     | 18 марта 1944 — 1 августа 1944     | был убит при аварийной посадке                                                 |
| Познански, Андре               | ВВС Франции    | 30 июня 1921 — 13 апреля 1943       | 28 ноября 1942 — 13 апреля 1943    | погиб в бою                                                                    |
| Прециози, Альбер               | ВВС Франции    | 25 июля 1915 — 28 июля 1943         | 28 ноября 1942 — 28 июля 1943      | пропал без вести                                                               |
| Пуйяд, Пьер                    | ВВС Франции    | 25 ноября 1911 — 5 сентября 1979    | 9 июня 1943 — 11 ноября 1944       |                                                                                |
| Пьеро, Фернан                  | ВВС Франции    | 24 апреля 1920 — 5 апреля 1964      | 26 января 1944 — 8 мая 1945        | погиб в автокатастрофе                                                         |
| Ревершон, Шарль                | ВВС Франции    | 29 февраля 1920 — 1 октября 1975    | 17 октября 1944 — 18 февраля 1945  | сбит 18 января 1945, ранен                                                     |
| Рей, Жан (лётчик)              | ВВС Франции    | 9 июля 1920 — 28 августа 1943       | 3 августа 1943 — 28 августа 1943   | погиб в бою                                                                    |
| Риссо, Жозеф                   | ВВС Франции    | 23 января 1920 — 24 ноября 2005     | 28 ноября 1942 — 12 декабря 1944   |                                                                                |
| Сейн, Морис де                 | ВВС Франции    | 7 августа 1914 — 15 июля 1944       | 7 января 1944 — 15 июля 1944       | погиб в авиационном происшествии                                               |
| Сен-Марсо, Гастон де           | ВВС Франции    | 2 августа 1914 — 2 мая 1986         | 7 января 1944 — 8 мая 1945         |                                                                                |
| Сибур, Жан де                  | ВВС Франции    | 29 января 1922 — 31 августа 1943    | 3 августа 1943 — 31 августа 1943   | пропал без вести                                                               |
| Сен-Фалль, Жак де              | ВВС Франции    | 30 июня 1917 — 15 июня 2010         | 3 августа 1944 — 12 декабря 1944   | ранен 12 октября 1943                                                          |
| Табюре, Гаэль                  | ВВС Франции    | 12 ноября 1919 — 12 февраля 2017    | 3 апреля 1944 — 8 мая 1943         | последний из пилотов полка «Нормандия — Неман»                                 |
| Соваж, Роже                    | ВВС Франции    | 26 марта 1917 — 1977                | 7 января 1944 — 8 мая 1945         |                                                                                |
| Соваж, Жан                     | ВВС Франции    | 8 апреля 1917 — 20 августа 2014     | 7 января 1944 — 12 декабря 1944    |                                                                                |
| Тедеско, Жан де                | ВВС Франции    | 28 марта 1920 — 14 июля 1943        | 9 июня 1943 — 14 июля 1943         | пропал без вести                                                               |
| Тюлян, Жан                     | ВВС Франции    | 27 ноября 1912 — 17 июля 1943       | 28 ноября 1942 — 28 июля 1943      | пропал без вести                                                               |
| Углофф, Леон                   | ВВС Франции    | 4 октября 1919 — 24 июля 1947       | 17 октября 1944 — 8 мая 1945       | сбит 3 февраля 1945, погиб в авиационном происшествии                          |
| Фалетан, Брюно де              | ВВС Франции    | 12 июня 1917 — 30 июня 1944         | 7 января 1944 — 30 июня 1944       | погиб в авиационном происшествии                                               |
| Фельдзер, Константин Львович   | ВВС Франции    | 12 октября 1909 — 29 декабря 1988   | 22 декабря 1943 — 1 августа 1944   | попал в плен, бежал                                                            |
| Форж, Поль де                  | ВВС Франции    | 28 июня 1912 — 31 августа 1943      | 9 июня 1943 — 31 августа 1943      | сбит 15 июля 1943, пропал без вести                                            |
| Фору, Ив                       | ВВС Франции    | 11 ноября 1918 — октября 1978       | 3 августа 1943 — 12 декабря 1944   | ранен 31 августа 1943                                                          |
| Фуко, Анри                     | ВВС Франции    | 17 декабря 1908 — 21 апреля 1944    | 3 августа 1943 — 21 апреля 1944    | сбит 27 августа 1943, ранен 22 сентября 1943, погиб в авиационном происшествии |
| Шалль, Морис                   | ВВС Франции    | 18 июня 1911 — 27 марта 1945        | 18 марта 1944 — 27 марта 1945      | пропал без вести                                                               |
| Шалль, Рене                    | ВВС Франции    | 6 июня 1913 — 4 апреля 2006         | 18 марта 1944 — 18 января 1945     | был ранен                                                                      |
| Шарас, Марк                    | ВВС Франции    | 24 мая 1916 — 30 июля 1949          | 24 февраля 1944 — 8 мая 1945       | сбит 28 июля 1944, сбит 17 января 1945                                         |
| Шендорф, Жозеф                 | ВВС Франции    | 18 сентября 1919 — 21 ноября 1970   | 24 февраля 1944 — 8 мая 1945       |                                                                                |
| Эмоне, Жан                     | ВВС Франции    | 31 октября 1914 — 20 октября 1949   | 18 марта 1944 — 17 октября 1944    | погиб в авиационном происшествии                                               |

## Технический персонал
| Имя                               | Принадлежность | Даты жизни                       | В составе «Нормандия — Неман»            | Награды | Примечание                                 |  |
| --------------------------------- | -------------- | -------------------------------- | ---------------------------------------- | --- | ------------------------------------------ |  |
| Ильин, Игорь Ростиславович        | ВВС СССР       | 23 ноября 1924 — 1 февраля 2025  | 1943—1945                                | Орден Почётного легиона | авиационный моторист                       |  |
| Пономаренко, Василий Лаврентьевич | ВВС СССР       | 28 декабря 1920 — 2 ноября 2016  | 1943—1945                                | Орден Почётного легиона | авиационный механик                        |  |
| Пейрони, Андре                    | ВВС Франции    | 8 мая 1920 — 10 декабря 2019     | 1943 — 1945                              | Орден Почётного легиона | авиационный механик                        |  |
| Щеголев, Владимир Львович         | ВВС СССР       | 18 июня 1924 — 6 декабря 2018    | 1943—1945                                | Орден Отечественной войны II степени | авиационный техник-радист                  |  |
| Морев, Сергей Иванович            | ВВС СССР       | 23 июля 1925 — 28 апреля 1996    | январь — май 1945                        | | авиационный моторист                       |  |
| Агавельян, Сергей Давидович       | ВВС СССР       | 22 марта 1913 — 14 июля 1995     | с августа 1943 года по октябрь 1945 года | Орден Почётного легиона | инженер-майор, заместитель командира полка |  |
| Огурцов Валентин Иванович         | ВВС СССР       | 7 февраля 1926 — 27 октября 2021 | 1943 -- май 1945                         | - Орден Почётного легиона - Орден Отечественной войны II степени - Медали: «За боевые заслуги», «За победу над Германией», «За взятие Кенигсберга» | сержант, авиамеханик 2-й эскадрильи        |  |
| Агавелян, Сергей Давидович        | ВВС СССР       | 22 марта 1913 — 14 июля 1995     | с августа 1943-года по октябрь 1945 года | - Орден Почётного легиона - Орден Отечественной войны II степени - Медали: «За победу над Германией», «За взятие Кенигсберга»                      | старший инженер                            |  |